# Sorin Ioan

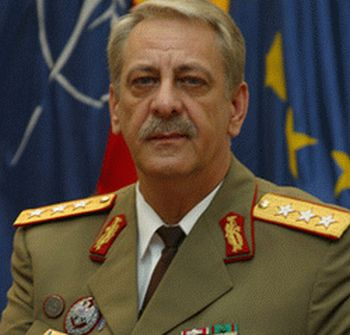
General-locotenent dr. Sorin Ioan

Sorin Ioan (n. 22 iunie 1954, București – d. 15 martie 2014) a fost un general român, care a îndeplinit funcția de șef al Statului Major al Forțelor Terestre Române (2004-2006).

## Biografie
Sorin Ioan s-a născut la data de 22 iunie 1954, în municipiul București. A absolvit cursurile Școlii militare de ofițeri de artilerie « Ioan Vodă » din Sibiu (1976) și Academia de Înalte Studii Militare din București (1985). În anul 1999, a obținut titlul științific de doctor în științe militare.
După absolvirea școlii de ofițeri, a fost avansat locotenent, îndeplinind apoi funcțiile de comandant de pluton, de baterie și de divizion de artilerie (1976-1982). Revenit după trei ani de studii la Academia Militară, devine șef al artileriei unui Regiment Mecanizat (1985-1986), șef de stat major al unui Regiment de Artilerie (1986-1988), comandantul Regimentului 43 Artilerie (1988-1993), locțiitor al comandantului Diviziei 1 Mecanizată (1993-1994), locțiitor al comandantului Corpului 1 Armată (1994-1996).
În paralel, a urmat următoarele cursuri: cursul pentru comandanții de regiment (1987), cursul de strategie și artă operațională (1990), Colegiul “George C.Marshall” de Studii Strategice și Management al Apărării din Germania (1995), Colegiul Regal pentru Studii de Apărare al Marii Britanii (1998), NATO Joint Senior Psychological Operations Course, Florida, USA (2002) și cursul pentru generali al Colegiului de Apărare NATO de la Roma (2004).
Este numit apoi pe rând în funcțiile de șef al Direcției Artileriei din Statul Major General (1996-1997), comandant-șef al Detașamentului Tactic "Sf. Gheorghe", dislocat în Albania ca parte a Forței Multinaționale “ALBA” (1997-1998), locțiitor al șefului Direcției de Planificare Strategică și Control al Armamentului (J5) din Statul Major General (1998-1999).
La data de 1 decembrie 1999, a fost înaintat la gradul de general de brigadă (cu o stea) , fiind numit în funcția de comandant de corp de armată (1999-2000). Devine apoi locțiitor al comandantului Comandamentului 2 Operațional  Întrunit "Mareșal Alexandru Averescu" (2000-2001) și șef al Direcției Operații (J3) din SMG (2001-2004). În această perioadă a fost înaintat la gradul de general-maior (cu două stele) la 5 iulie 2002 .
Începând din anul 2003, el a coordonat mai multe misiuni românești în străinătate și a vizitat Afganistanul, Irakul și Balcanii de Vest. De asemenea, a fost profesor la Universitatea Națională de Apărare. Este autor al mai multor articole de teorie și istorie militară publicate în reviste de specialitate.
În perioada 2004-2006, generalul-maior dr. Sorin Ioan a îndeplinit funcția de șef al Statului Major al Forțelor Terestre, apoi în anul 2006 devine locțiitor al șefului Statului Major General. La data de 1 noiembrie 2004 a fost înaintat la gradul de general-locotenent (cu 3 stele) .
La data de 12 decembrie 2007, generalul-locotenent Sorin Ioan a fost numit în funcția de reprezentant militar al României la NATO și UE .
Ministrul Apărării Naționale a operat câteva schimbări la vârful Armatei. Cea mai importantă se referă la faptul că generalul Sorin Ioan este noul șef al SMFT.
17 iulie 2012 - Prin ordin al ministrului Apararii Corneliu Dobrițoiu, generalul-locotenent Sorin Ioan a fost numit din funcția de consilier coordonator domeniu în grupul consilierilor ministrului Apărării Naționale în funcția de șef al Statului Major al Forțelor Terestre;
10 mai 2013 - a fost înaintat în gradul de general cu patru stele, la trecerea în rezervă.
15 martie 2014 - Generalul Ioan Sorin a decedat in urma unei boli grave

## Distincții primite
Generalul Sorin Ioan a primit pentru rezultatele obținute în activitatea militară următoarele distincții:
- Medalia "Meritul Militar" (clasele I, II și III);
- Ordinul "Meritul Militar" (clasele I, II și III);
- Ordinul "Santa Barbara” al SUA (1994);
- Ordinul italian "Cavaler de Onoare" (1997);
- Cetățean de Onoare al orașului Oklahoma City (1998);
- "Legiunea de Merit" a SUA (22 august 2006);
- Emblema de onoare a Armatei României (25 octombrie 2007).

Generalul Sorin Ioan este căsătorit și are două fiice. El vorbește fluent engleza și franceza.